# Emilia-Romagna Open
Emilia-Romagna Open este un turneu de tenis profesionist pentru bărbați și femei, care are loc la Parma, Italia, pe terenuri cu zgură. Se desfășoară din 2019 și inițial a fost numai un turneu pentru bărbați, din categoria Challenger Tour; apoi, a fost modernizat, și din 2021 este un eveniment din categoria ATP 250 și a început și turneul feminin de categoria WTA 250.

## Rezultate

### Simplu feminin
| An   | Campioană    | Finalistă     | Scor     |
| ---- | ------------ | ------------- | -------- |
| 2021 | Coco Gauff   | Wang Qiang    | 6–1, 6–3 |
| 2022 | Mayar Sherif | Maria Sakkari | 7–5, 6–3 |

### Dublu feminin
| An   | Campioane                            | Finaliste                   | Scor             |
| ---- | ------------------------------------ | --------------------------- | ---------------- |
| 2021 | Coco Gauff Caty McNally              | Darija Jurak Andreja Klepač | 6–3, 6–2         |
| 2022 | Anastasia Dețiuc Miriam Kolodziejová | Arantxa Rus Tamara Zidanšek | 1–6, 6–3, [10–8] |

### Simplu masculin
| An                                                | Campion             | Finalist         | Scor                      |
| ------------------------------------------------- | ------------------- | ---------------- | ------------------------- |
| 2019                                              | Tommy Robredo       | Federico Gaio    | 7–6(12–10), 5–7, 7–6(8–6) |
| 2020 (1)                                          | Frances Tiafoe      | Salvatore Caruso | 6–3, 3–6, 6–4             |
| 2020 (2)                                          | Cedrik-Marcel Stebe | Liam Broady      | 6–4, 6–4                  |
| ↓ Îmbunătățire de la Challenger Tour la ATP 250 ↓ |                     |                  |                           |
| 2021                                              | Sebastian Korda     | Marco Cecchinato | 6–2, 6–4                  |
| ↓ Decădere de la ATP 250 la Challenger Tour ↓     |                     |                  |                           |
| 2022                                              | Borna Ćorić         | Elias Ymer       | 7–6(7–4), 6–0             |

### Dublu masculin
| An                                                | Campioni                            | Finaliști                          | Scor             |
| ------------------------------------------------- | ----------------------------------- | ---------------------------------- | ---------------- |
| 2019                                              | Laurynas Grigelis Andrea Pellegrino | Ariel Behar Gonzalo Escobar        | 1–6, 6–3, [10–7] |
| 2020 (1)                                          | Marcelo Arévalo Tomislav Brkić      | Ariel Behar Gonzalo Escobar        | 6–4, 6–4         |
| 2020 (2)                                          | Grégoire Barrère Albano Olivetti    | Sadio Doumbia Fabien Reboul        | 6–2, 6–4         |
| ↓ Îmbunătățire de la Challenger Tour la ATP 250 ↓ |                                     |                                    |                  |
| 2021                                              | Simone Bolelli Máximo González      | Oliver Marach Aisam-ul-Haq Qureshi | 6–3, 6–3         |
| ↓ Decădere de la ATP 250 la Challenger Tour ↓     |                                     |                                    |                  |
| 2022                                              | Luciano Darderi Fernando Romboli    | Denys Molchanov Igor Zelenay       | 6–2, 6–3         |